# Eleições legislativas portuguesas de 1979 no distrito de Portalegre
| Eleições legislativas portuguesas de 1979 Distritos: Aveiro \| Beja \| Braga \| Bragança \| Castelo Branco \| Coimbra \| Évora \| Faro \| Guarda \| Leiria \| Lisboa \| Portalegre \| Porto \| Santarém \| Setúbal \| Viana do Castelo \| Vila Real \| Viseu \| Açores \| Madeira \| Estrangeiro |

## Resultados por Concelho
Os resultados nos concelhos do Distrito de Portalegre foram os seguintes:

### Alter do Chão
| Partido                 | Partido                           | Votos | %               | +/-   |
| ----------------------- | --------------------------------- | ----- | --------------- | ----- |
|                         | Aliança Democrática               | 1 237 | 34,02 / 100,00  | 9,87  |
|                         | Aliança Povo Unido                | 1 191 | 32,76 / 100,00  | 6,19  |
|                         | Partido Socialista                | 815   | 22,41 / 100,00  | 14,57 |
|                         | União Democrática Popular         | 80    | 2,20 / 100,00   | 1,25  |
|                         | PCTP/MRPP                         | 68    | 1,87 / 100,00   | 1,38  |
|                         | Partido Socialista Revolucionário | 37    | 1,02 / 100,00   | 0,02  |
|                         | Outros                            | 63    | 1,73 / 100,00   |       |
| Votos Inválidos         | Votos Inválidos                   | 145   | 3,99 / 100,00   | 2,60  |
| Total                   | Total                             | 3 636 | 100,00 / 100,00 |       |
| Eleitorado/Participação | Eleitorado/Participação           | 4 011 | 90,65 / 100,00  | 1,62  |

### Arronches
| Partido                 | Partido                   | Votos | %               | +/-  |
| ----------------------- | ------------------------- | ----- | --------------- | ---- |
|                         | Partido Socialista        | 1 149 | 37,57 / 100,00  | 3,40 |
|                         | Aliança Democrática       | 956   | 31,26 / 100,00  | 3,60 |
|                         | Aliança Povo Unido        | 743   | 24,30 / 100,00  | 3,49 |
|                         | PCTP/MRPP                 | 38    | 1,24 / 100,00   | 1,21 |
|                         | União Democrática Popular | 33    | 1,08 / 100,00   | 0,41 |
|                         | Outros                    | 58    | 1,90 / 100,00   |      |
| Votos Inválidos         | Votos Inválidos           | 81    | 2,65 / 100,00   | 2,70 |
| Total                   | Total                     | 3 058 | 100,00 / 100,00 |      |
| Eleitorado/Participação | Eleitorado/Participação   | 3 546 | 86,24 / 100,00  | 0,31 |

### Avis
| Partido                 | Partido                   | Votos | %               | +/-   |
| ----------------------- | ------------------------- | ----- | --------------- | ----- |
|                         | Aliança Povo Unido        | 2 295 | 52,57 / 100,00  | 4,38  |
|                         | Aliança Democrática       | 1 053 | 24,12 / 100,00  | 11,64 |
|                         | Partido Socialista        | 802   | 18,37 / 100,00  | 14,46 |
|                         | União Democrática Popular | 65    | 1,49 / 100,00   | 0,82  |
|                         | Outros                    | 77    | 1,77 / 100,00   |       |
| Votos Inválidos         | Votos Inválidos           | 74    | 1,70 / 100,00   | 1,52  |
| Total                   | Total                     | 4 366 | 100,00 / 100,00 |       |
| Eleitorado/Participação | Eleitorado/Participação   | 4 637 | 94,16 / 100,00  | 1,02  |

### Campo Maior
| Partido                 | Partido                   | Votos | %               | +/-  |
| ----------------------- | ------------------------- | ----- | --------------- | ---- |
|                         | Aliança Povo Unido        | 2 217 | 39,58 / 100,00  | 2,90 |
|                         | Partido Socialista        | 1 907 | 34,04 / 100,00  | 9,33 |
|                         | Aliança Democrática       | 1 232 | 21,99 / 100,00  | 8,58 |
|                         | União Democrática Popular | 66    | 1,18 / 100,00   | 0,77 |
|                         | Outros                    | 102   | 1,82 / 100,00   |      |
| Votos Inválidos         | Votos Inválidos           | 78    | 1,39 / 100,00   | 2,20 |
| Total                   | Total                     | 5 602 | 100,00 / 100,00 |      |
| Eleitorado/Participação | Eleitorado/Participação   | 6 222 | 90,04 / 100,00  | 1,51 |

### Castelo de Vide
| Partido                 | Partido                           | Votos | %               | +/-   |
| ----------------------- | --------------------------------- | ----- | --------------- | ----- |
|                         | Partido Socialista                | 1 258 | 39,08 / 100,00  | 10,22 |
|                         | Aliança Democrática               | 978   | 30,38 / 100,00  | 6,99  |
|                         | Aliança Povo Unido                | 560   | 17,40 / 100,00  | 6,89  |
|                         | União Democrática Popular         | 75    | 2,33 / 100,00   | 0,77  |
|                         | PCTP/MRPP                         | 65    | 2,02 / 100,00   | 1,50  |
|                         | Partido Socialista Revolucionário | 52    | 1,62 / 100,00   | 0,74  |
|                         | Partido da Democracia Cristã      | 37    | 1,15 / 100,00   | 0,05  |
|                         | UEDS                              | 35    | 1,09 / 100,00   | Novo  |
| Votos Inválidos         | Votos Inválidos                   | 159   | 4,94 / 100,00   | 4,43  |
| Total                   | Total                             | 3 219 | 100,00 / 100,00 |       |
| Eleitorado/Participação | Eleitorado/Participação           | 3 624 | 88,82 / 100,00  | 3,80  |

### Crato
| Partido                 | Partido                           | Votos | %               | +/-   |
| ----------------------- | --------------------------------- | ----- | --------------- | ----- |
|                         | Partido Socialista                | 1 495 | 37,62 / 100,00  | 12,37 |
|                         | Aliança Povo Unido                | 1 145 | 28,81 / 100,00  | 10,25 |
|                         | Aliança Democrática               | 883   | 22,22 / 100,00  | 3,97  |
|                         | União Democrática Popular         | 93    | 2,34 / 100,00   | 1,40  |
|                         | PCTP/MRPP                         | 61    | 1,53 / 100,00   | 1,05  |
|                         | Partido da Democracia Cristã      | 43    | 1,08 / 100,00   | 0,21  |
|                         | Partido Socialista Revolucionário | 43    | 1,08 / 100,00   | 0,22  |
|                         | Outros                            | 27    | 0,68 / 100,00   |       |
| Votos Inválidos         | Votos Inválidos                   | 184   | 4,63 / 100,00   | 3,40  |
| Total                   | Total                             | 3 974 | 100,00 / 100,00 |       |
| Eleitorado/Participação | Eleitorado/Participação           | 4 473 | 88,84 / 100,00  | 2,09  |

### Elvas
| Partido                 | Partido                           | Votos  | %               | +/-   |
| ----------------------- | --------------------------------- | ------ | --------------- | ----- |
|                         | Aliança Democrática               | 5 571  | 35,08 / 100,00  | 10,59 |
|                         | Partido Socialista                | 4 630  | 29,16 / 100,00  | 18,39 |
|                         | Aliança Povo Unido                | 4 246  | 26,74 / 100,00  | 9,28  |
|                         | União Democrática Popular         | 302    | 1,90 / 100,00   | 1,01  |
|                         | PCTP/MRPP                         | 197    | 1,24 / 100,00   | 0,95  |
|                         | Partido Socialista Revolucionário | 173    | 1,09 / 100,00   | 0,38  |
|                         | Outros                            | 273    | 1,72 / 100,00   |       |
| Votos Inválidos         | Votos Inválidos                   | 488    | 3,07 / 100,00   | 2,58  |
| Total                   | Total                             | 15 880 | 100,00 / 100,00 |       |
| Eleitorado/Participação | Eleitorado/Participação           | 17 774 | 89,34 / 100,00  | 3,65  |

### Fronteira
| Partido                 | Partido                           | Votos | %               | +/-   |
| ----------------------- | --------------------------------- | ----- | --------------- | ----- |
|                         | Aliança Democrática               | 1 011 | 31,85 / 100,00  | 6,86  |
|                         | Partido Socialista                | 944   | 29,74 / 100,00  | 11,50 |
|                         | Aliança Povo Unido                | 939   | 29,58 / 100,00  | 8,33  |
|                         | União Democrática Popular         | 77    | 2,43 / 100,00   | 1,24  |
|                         | PCTP/MRPP                         | 38    | 1,20 / 100,00   | 0,98  |
|                         | Partido Socialista Revolucionário | 35    | 1,10 / 100,00   | 0,35  |
|                         | Outros                            | 29    | 0,92 / 100,00   |       |
| Votos Inválidos         | Votos Inválidos                   | 101   | 3,18 / 100,00   | 2,85  |
| Total                   | Total                             | 3 174 | 100,00 / 100,00 |       |
| Eleitorado/Participação | Eleitorado/Participação           | 3 486 | 91,05 / 100,00  | 1,73  |

### Gavião
| Partido                 | Partido                           | Votos | %               | +/-   |
| ----------------------- | --------------------------------- | ----- | --------------- | ----- |
|                         | Partido Socialista                | 1 634 | 36,91 / 100,00  | 11,10 |
|                         | Aliança Povo Unido                | 1 146 | 25,89 / 100,00  | 8,26  |
|                         | Aliança Democrática               | 1 112 | 25,12 / 100,00  | 6,06  |
|                         | União Democrática Popular         | 91    | 2,06 / 100,00   | 1,37  |
|                         | PCTP/MRPP                         | 80    | 1,81 / 100,00   | 1,05  |
|                         | Partido Socialista Revolucionário | 73    | 1,65 / 100,00   | 0,81  |
|                         | Outros                            | 85    | 1,92 / 100,00   |       |
| Votos Inválidos         | Votos Inválidos                   | 206   | 4,65 / 100,00   | 4,30  |
| Total                   | Total                             | 4 427 | 100,00 / 100,00 |       |
| Eleitorado/Participação | Eleitorado/Participação           | 5 743 | 77,09 / 100,00  | 1,84  |

### Marvão
| Partido                 | Partido                           | Votos | %               | +/-  |
| ----------------------- | --------------------------------- | ----- | --------------- | ---- |
|                         | Partido Socialista                | 1 496 | 37,62 / 100,00  | 6,54 |
|                         | Aliança Democrática               | 1 431 | 35,98 / 100,00  | 1,65 |
|                         | Aliança Povo Unido                | 545   | 13,70 / 100,00  | 7,77 |
|                         | União Democrática Popular         | 67    | 1,68 / 100,00   | 1,03 |
|                         | Partido Socialista Revolucionário | 65    | 1,63 / 100,00   | 1,10 |
|                         | PCTP/MRPP                         | 64    | 1,61 / 100,00   | 1,46 |
|                         | Partido da Democracia Cristã      | 52    | 1,31 / 100,00   | 0,20 |
|                         | Outros                            | 32    | 0,80 / 100,00   |      |
| Votos Inválidos         | Votos Inválidos                   | 225   | 5,05 / 100,00   | 4,73 |
| Total                   | Total                             | 3 977 | 100,00 / 100,00 |      |
| Eleitorado/Participação | Eleitorado/Participação           | 4 416 | 90,06 / 100,00  | 2,30 |

### Monforte
| Partido                 | Partido                           | Votos | %               | +/-  |
| ----------------------- | --------------------------------- | ----- | --------------- | ---- |
|                         | Aliança Povo Unido                | 1 054 | 35,30 / 100,00  | 5,08 |
|                         | Aliança Democrática               | 983   | 32,92 / 100,00  | 9,44 |
|                         | Partido Socialista                | 629   | 21,06 / 100,00  | 8,48 |
|                         | União Democrática Popular         | 55    | 1,84 / 100,00   | 0,70 |
|                         | PCTP/MRPP                         | 39    | 1,31 / 100,00   | 0,97 |
|                         | Partido Socialista Revolucionário | 34    | 1,14 / 100,00   | 0,14 |
|                         | Partido da Democracia Cristã      | 31    | 1,04 / 100,00   | 0,42 |
|                         | Outros                            | 19    | 0,64 / 100,00   |      |
| Votos Inválidos         | Votos Inválidos                   | 142   | 4,75 / 100,00   | 2,75 |
| Total                   | Total                             | 2 986 | 100,00 / 100,00 |      |
| Eleitorado/Participação | Eleitorado/Participação           | 3 292 | 90,70 / 100,00  | 0,14 |

### Nisa
| Partido                 | Partido                           | Votos | %               | +/-  |
| ----------------------- | --------------------------------- | ----- | --------------- | ---- |
|                         | Partido Socialista                | 2 841 | 35,10 / 100,00  | 8,47 |
|                         | Aliança Democrática               | 2 407 | 29,74 / 100,00  | 4,05 |
|                         | Aliança Povo Unido                | 1 809 | 22,35 / 100,00  | 8,58 |
|                         | União Democrática Popular         | 164   | 2,03 / 100,00   | 0,80 |
|                         | PCTP/MRPP                         | 147   | 1,82 / 100,00   | 1,20 |
|                         | Partido Socialista Revolucionário | 135   | 1,67 / 100,00   | 0,59 |
|                         | Partido da Democracia Cristã      | 89    | 1,10 / 100,00   | 0,28 |
|                         | Outros                            | 69    | 0,85 / 100,00   |      |
| Votos Inválidos         | Votos Inválidos                   | 433   | 5,35 / 100,00   | 4,25 |
| Total                   | Total                             | 8 094 | 100,00 / 100,00 |      |
| Eleitorado/Participação | Eleitorado/Participação           | 9 227 | 87,72 / 100,00  | 0,93 |

### Ponte de Sôr
| Partido                 | Partido                   | Votos  | %               | +/-   |
| ----------------------- | ------------------------- | ------ | --------------- | ----- |
|                         | Aliança Povo Unido        | 5 711  | 45,41 / 100,00  | 9,54  |
|                         | Aliança Democrática       | 3 703  | 29,44 / 100,00  | 8,50  |
|                         | Partido Socialista        | 2 125  | 16,90 / 100,00  | 16,35 |
|                         | União Democrática Popular | 200    | 1,59 / 100,00   | 0,42  |
|                         | PCTP/MRPP                 | 147    | 1,17 / 100,00   | 0,80  |
|                         | Outros                    | 309    | 2,46 / 100,00   |       |
| Votos Inválidos         | Votos Inválidos           | 381    | 3,03 / 100,00   | 0,74  |
| Total                   | Total                     | 12 576 | 100,00 / 100,00 |       |
| Eleitorado/Participação | Eleitorado/Participação   | 14 332 | 87,75 / 100,00  | 4,08  |

### Portalegre
| Partido                 | Partido                   | Votos  | %               | +/-  |
| ----------------------- | ------------------------- | ------ | --------------- | ---- |
|                         | Partido Socialista        | 7 042  | 37,49 / 100,00  | 9,42 |
|                         | Aliança Democrática       | 7 015  | 37,35 / 100,00  | 5,83 |
|                         | Aliança Povo Unido        | 3 358  | 17,88 / 100,00  | 6,15 |
|                         | União Democrática Popular | 239    | 1,27 / 100,00   | 0,34 |
|                         | PCTP/MRPP                 | 207    | 1,10 / 100,00   | 0,62 |
|                         | Outros                    | 384    | 2,04 / 100,00   |      |
| Votos Inválidos         | Votos Inválidos           | 537    | 2,86 / 100,00   | 0,95 |
| Total                   | Total                     | 18 782 | 100,00 / 100,00 |      |
| Eleitorado/Participação | Eleitorado/Participação   | 20 565 | 91,33 / 100,00  | 2,05 |

### Sousel
| Partido                 | Partido                   | Votos | %               | +/-   |
| ----------------------- | ------------------------- | ----- | --------------- | ----- |
|                         | Aliança Democrática       | 2 120 | 41,14 / 100,00  | 12,94 |
|                         | Aliança Povo Unido        | 2 064 | 40,05 / 100,00  | 5,32  |
|                         | Partido Socialista        | 592   | 11,49 / 100,00  | 14,05 |
|                         | União Democrática Popular | 99    | 1,92 / 100,00   | 0,07  |
|                         | Outros                    | 146   | 2,83 / 100,00   |       |
| Votos Inválidos         | Votos Inválidos           | 132   | 2,56 / 100,00   | 2,59  |
| Total                   | Total                     | 5 153 | 100,00 / 100,00 |       |
| Eleitorado/Participação | Eleitorado/Participação   | 5 667 | 90,93 / 100,00  | 1,00  |